# Sammlung für Demokratie und Fortschritt
Die Sammlung für Demokratie und Fortschritt (französisch: Rassemblement pour la démocratie et le progrès (RDP)) ist eine politische Partei in Tschad, aktuell angeführt von Mahamat Allahou Taher.
Die Partei wurde von Lol Mohammed Chawa im Dezember 1991 gegründet und war eine der ersten politischen Parteien, die im März 1992 legalisiert wurden.
Bei der Parlamentswahl vom 21. April 2002 gewann die Partei, die mit der regierenden Patriotischen Wohlfahrtsbewegung ein Bündnis eingegangen war, 12 von 155 Sitzen.
Da jedoch das Tschadische Verfassungsreferendum vom Juni 2005 dem Präsidenten Idriss Déby erlaubte, weitere Amtszeiten an der Macht zu bleiben, und die RDP, zusammen mit anderen Parteien und Organisationen, zum Boykott dieses Referendums aufgerufen hatte, ist sie seither Teil der Opposition.